# John Gardner (író, 1933–1982)
John Champlin Gardner Jr. (Batavia, 1933. július 21. – Susquehanna, 1982. szeptember 14.) amerikai regényíró, esszéíró, irodalomkritikus és egyetemi tanár volt. Leginkább 1971-ben megjelent Grendel című regényéről ismert, amely a Beowulf-mítosz újramondása a szörny szemszögéből.

## Fiatalkora és iskolái
Gardner a New York állambeli Bataviában született. Apja laikus prédikátor és tejtermelő volt, édesanyja pedig a harmadik osztályt tanította egy kis iskolában a közeli faluban. Mindkét szülő szerette a költészetet. Gardner az Amerikai Cserkészszövetségben tevékenykedett, és elérte az Eagle Scout rangot. Gyerekként Gardner állami iskolába járt és apja farmján dolgozott, ahol 1945 áprilisában öccse, Gilbert meghalt egy kultivátorral történt balesetben. Gardner, aki a halálos baleset során a traktort vezette, egész életében bűntudatot viselt bátyja haláláért, rémálmoktól szenvedett. Az eset Gardner fikcióinak nagy részében előfordul – a legközvetlenebbül az 1977-es „Redemption” című novellában, amely művészi ihlet ösztönzéseként a baleset kitalált elbeszélését is tartalmazza.
Egyetemi tanulmányait a DePauw Egyetemen kezdte, majd 1955-ben a St. Louis-i Washington Egyetemen szerzett egyetemi diplomát. MA (1956) és PhD fokozatot (1958) az Iowai Egyetemen szerzett. 1970-ben a Detroiti Egyetem jeles vendégprofesszora volt.

## Fikció
Gardner legismertebb regényei közé tartozik a The Sunlight Dialogues, amely egy elégedetlen rendőrről szól, akit egy a klasszikus mitológiában jártas őrült varázsló bevonására kértek fel; a Grendel, a Beowulf-legenda újramondása a szörny szemszögéből, egzisztenciális szubtextussal; és az October Light, egy megkeseredett testvérpárról, akik Vermontban élnek és veszekednek egymással (a regényben van egy kitalált "szemetes regény", amelyet a nő olvas). Ez az utolsó könyv 1976-ban elnyerte a National Book Critics Circle Award-ot.

## Tanítás és viták
Gardner egész életen át tanította a szépirodalmat. Kapcsolatban állt a Bread Loaf Writers' Conference-szal. A szépirodalom írásának mesterségéről szóló két könyve – The Art of Fiction (A szépirodalom művészete) és On Becoming a Novelist (A regényíróvá válásról) – klasszikusnak számít. Híresen megszállottan foglalkozott munkájával, és hírnevet szerzett a haladó mesterségről, a sima ritmusokról és a fiktív álom folytonosságára való gondos odafigyelésről. Könyvei szinte mindig a művészet megváltó erejét érintették.
1978-ban Gardner irodalomkritikus könyve, az On Moral Fiction olyan vitát váltott ki, amely felizgatta a mainstream médiát, és Gardnert reflektorfénybe emelte a The Dick Cavett Show-ban (1978. május 16.) adott interjúval és a The New York Times Magazin címlapsztorijával (1979. július). A kortárs szerzőkre – köztük John Updike-ra, John Barthra és más amerikai szerzőkre – vonatkozó ítéletei ártottak hírnevének írótársai és könyvkritikái körében. Gardner azt állította, hogy a könyv kritikusainak elhúzódó ellenségeskedése nem hízelgő kritikákhoz vezetett az utolsó befejezett regényéről, a Mickelsson's Ghosts-ról, bár az irodalomkritikusok később dicsérték a könyvet.
Gore Vidal a könyvet, valamint Gardner regényeit álszentnek és pedánsnak találta, és Gardnert „az alacsony szemöldökök késői apostolának” nevezte, egyfajta keresztény evangélikusnak, aki a Mennyországot paradigmatikus amerikai egyetemnek tekintette.
Gardner inspirálta, és Raymond Carver szerint néha megfélemlítette tanítványait. A Chico State College-ban (ahol 1959 és 1962 között tanított), amikor Carver megemlítette Gardnernek, hogy nem tetszett neki a hozzárendelt novella, Robert Penn Warren „Blackberry Winter”, Gardner azt mondta: „Jobb lenne, ha újra elolvasná”. „És nem viccelt” – mondta Carver, aki ezt az anekdotát Gardner On Becoming a Novelist című könyvéhez fűzte előszavában. Ebben az előszóban világossá teszi, hogy mennyire tisztelte Gardnert, és írói mentorként is elmondja kedvességét.
A Chico State mellett Gardner tanított az Oberlin College-ban (1958–1959), a San Francisco State College-ban (1962–1965), a Southern Illinois University Carbondale-ben (1965–1974) és a Binghamton Egyetemen (1974–1982).

## Ösztöndíj
1977-ben Gardner kiadta The Life and Times of Chaucer (Chaucer élete és ideje) című művét. A Speculum 1977. októberi számában megjelent áttekintésben Sumner J. Ferris több olyan részre is rámutatott, amelyeket állítólag részben vagy egészben kivontak más szerzők munkáiból megfelelő hivatkozás nélkül. Ferris jótékonyan felvetette, hogy Gardner túl elhamarkodottan adta ki a könyvet, de 1978. április 10-én Peter Prescott, a Newsweekben író lektor, hivatkozott a Speculum cikkére, és plágiummal vádolta meg Gardnert, amely állítást Gardner "sóhajtva" fogadta".
Egy olyan közhelyhez kötődik, amely szerint az irodalomban csak két cselekmény létezik: valaki utazik, vagy egy idegen érkezik a városba. Gardner dokumentált szavai azonban a témában, a The Art of Fiction-ben egyszerűen gyakorlati utasítások voltak, hogy „akár egy utazást, akár egy idegen érkezését használjuk (a rend megzavarása – a szokásos regénykezdet”).

## Családi élete
Gardner 1953. június 6-án feleségül vette Joan Louise Pattersont; a házasság 1980-ban válással végződött. Gardner 1980-ban feleségül vette Liz Rosenberg költőt és regényírót; ez a házasság 1982-ben végződött válással.

## Halála
Gardner 1982. szeptember 14-én, kedden egy motorbalesetben vesztette életét Susquehanna megyében, Pennsylvaniában, körülbelül két mérföldre az otthonától. Jim Wood fotós otthona mellett elhaladva elvesztette uralmát 1979-es Harley-Davidsonja felett, nekiütközött a védőkorlátnak, majd leesett a motorkerékpárról, tompa erővel megsértve a testét a kormánytól. A susquehannai Barnes-Kasson Kórházban halottnak nyilvánították. Gardner menyasszonya, Susan Thornton azt mondta, hogy Gardner a balesetet megelőző éjszakán ivott. A boncolás kimutatta, hogy Gardner véralkoholszintje 0,075 volt; a vezetés törvényes határa akkoriban 0,10 volt. Thornton a túlterheltség okozta kimerültséget is említette, mint hozzájáruló tényezőt és azt is, hogy a 92-es út kanyarulata kavicsos út volt. A baleset négy nappal a Thorntonnal tervezett házassága előtt történt. Eltemették testvére, Gilbert mellé a bataviai Grandview temetőben.

## Művei

### Fikció
- The Resurrection. New American Library, 1966; Vintage Books, 1987, ISBN 978-0-394-73250-3
- The Wreckage of Agathon. Harper & Row, 1970; Dutton, 1985, ISBN 978-0-525-48180-5
- Every Night's a Festival. William Morrow & Company, 1971
- Grendel. New York: Vintage Books, 1971, illustrated by Emil Antonucci, ISBN 0-679-72311-0
- The Sunlight Dialogues. Knopf, 1972, ISBN 978-0-394-47144-0; reprint New Directions Publishing, 2006, ISBN 0-8112-1670-5
- Jason and Medeia. Knopf, 1973, ISBN 978-0-394-48317-7; Vintage Books, 1986, ISBN 978-0-394-74060-7 [epic narrative poem]
- Nickel Mountain: A Pastoral Novel, Knopf, 1973, ISBN 978-0-394-48883-7; reprint New Directions Publishing, 2007, ISBN 978-0-8112-1678-4
- The King's Indian. Knopf, 1974, ISBN 978-0-394-49221-6; reissue Ballantine Books, 1983, ISBN 978-0-345-30372-1 [stories]
- October Light, Knopf, 1976 ISBN 978-0-394-49912-3; reprint New Directions Publishing, 2005, ISBN 978-0-8112-1637-1
- In the Suicide Mountains. Knopf, 1977, ISBN 978-0-394-41880-3
- Vlemk the Box Painter. Lord John Press, 1979, ISBN 978-0-935716-02-3 [fairy tale]
- Freddy's Book. Knopf, 1980, ISBN 978-0-394-50920-4; White Pine Press, 2007, ISBN 978-1-893996-84-7
- The Art of Living and Other Stories. Knopf, 1981; reprint, Vintage Books, 1989, ISBN 978-0-679-72350-9
- Mickelsson's Ghosts. Knopf, 1982, ISBN 978-0-394-50468-1; reprint New Directions Publishing, 2008, ISBN 978-0-8112-1679-1
- Stillness and Shadows. Knopf, 1986, ISBN 978-0-394-54402-1 [uncompleted novels]

### Életrajz
- The Life and Times of Chaucer. Knopf (1977). ISBN 978-0-394-49317-6; reprint Barnes & Noble Publishing, 1999, ISBN 978-0-7607-1281-8

### Költészet
- Poems, Lord John Press, 1978
- Jason and Medeia. Knopf, 1973, ISBN 978-0-394-48317-7; Vintage Books, 1986, ISBN 978-0-394-74060-7 [epic narrative poem]

### Gyermekmesék
- Dragon, Dragon (and Other Tales). Knopf, 1975; Bantam Books, 1979, ISBN 978-0-553-15067-4
- Gudgekin The Thistle Girl (and Other Tales). Knopf, 1976, ISBN 978-0-394-83276-0
- The King of the Hummingbirds (and Other Tales). Knopf, 1977, ISBN 978-0-394-83319-4
- A Child's Bestiary. Knopf, 1977, ISBN 978-0-394-83483-2

### Kritika és instrukció
- The Forms of Fiction (1962) (with Lennis Dunlap) Random House, anthology of short stories
- The Construction of the Wakefield Cycle (1974)
- The Poetry of Chaucer (1977)
- On Moral Fiction, Basic Books, 1978, ISBN 978-0-465-05226-4
- On Becoming a Novelist (1983)
- The Art of Fiction (1983)
- On Writers and Writing (1994) ISBN 978-0-201-62672-8; reprint Westview Press, 1995, ISBN 978-0-201-48338-3

### Fordítások
- The Complete Works of the Gawain Poet (1965)
- The Alliterative Morte Arthure and Other Middle English Poems (1971)
- Tengu Child (with Nobuko Tsukui) (1983)
- Gilgamesh (with John Maier, Richard A. Henshaw) (1984)

### Magyarul
- A Nikkel-hegy. Pasztorál (Nickel Mountain: A Pastoral Novel) – Európa, Budapest, 1977 (Európa zsebkönyvek) · ISBN 9630705753 · Fordította: László Balázs
- Vénasszonyok nyara. Regény (October Light) – Európa, Budapest, 1981 · ISBN 9630724081 · Fordította: Széky Annamária

## További irodalom
- John Michael Howell. Understanding John Gardner. University of South Carolina Press (1993). ISBN 978-0-87249-872-3
- Barry Silesky(wd). John Gardner: literary outlaw. Algonquin Books (2004). ISBN 978-1-56512-218-5

## Fordítás
- Ez a szócikk részben vagy egészben  a   John Gardner című angol Wikipédia-szócikk fordításán alapul.  Az eredeti cikk szerkesztőit annak laptörténete sorolja fel. Ez a jelzés csupán a megfogalmazás eredetét és a szerzői jogokat jelzi, nem szolgál a cikkben szereplő információk forrásmegjelöléseként.